# エリコ通信社
有限会社エリコ通信社（エリコつうしんしゃ）は、東京都港区に本社を置く、中東メディアに関する情報や、アラビア語を中心とする諸言語の通訳・翻訳を手がける民間企業。アラビア語の放送通訳・会議通訳・翻訳をはじめ、中東取材のコーディネーションやSNS情報の調査、エスコートなどを行っている。外務省を早期に退職した新谷恵司が1994年に創業した。
アラビア語の同時・逐語通訳者を束ねる通訳会社としては国内最有力と言われる。近年は後述のロシア語、ウクライナ語をはじめ、アジア欧州の多言語の通訳者を派遣する総合通訳エージェントに成長した。
2001年11月9日、スカイパーフェクTV!がアルジャジーラ・アラビア語チャンネルの無料放送を開始した際、同社は日・アラビア語同時通訳者を派遣、同チャンネルの一部「日本語解説放送」が実現した。この放送は2002年9月末に終了したが、2003年にイラク戦争が始まるとNHKがアルジャジーラと協力協定を結び、同アラビア語チャンネルのニュースがBS1のワールドニュース枠で放送されるようになった。爾来、同社は日・アラビア語通訳者をこの業務に派遣している。
2014年9月、創業20周年事業としてエジプト・アハラーム紙のガーバッラ編集主幹を招聘し、フォーラム「グローバル・ミドル・イースト」を開催した。
2015年10月、本社を東京都品川区から千代田区霞が関に、2016年5月、千代田区から港区虎ノ門にそれぞれ移転した。
2022年2月24日にロシアがウクライナに侵攻すると、在京メディアではロシア語、ウクライナ語の大きな需要が発生した。予てからロシア語シフトを強めていた同社は爾来、ロシア語、ウクライナ語の主要な通訳者をネットワークし、メディア対応をはじめ、政府、政府機関及び民間企業が実施するウクライナ関連プロジェクト、行事に通訳者を派遣している。
2022年7月、スラブ世界研究所のブランド名で、文化協力を中心に、スラブ世界とのビジネスのプロモーション活動を開始。
2011年、映像部を創設。テレビ番組の制作や中東への番組、ニュース発信も手がける。ケーブルTVネットワークのJCN系で放映されている教養番組「ディーブの大使館めぐり」を企画・制作した。